# Náhlá srdeční příhoda (Simpsonovi)
Náhlá srdeční příhoda (v anglickém originále Worst Episode Ever) je 11. díl 12. řady (celkem 259.) amerického animovaného seriálu Simpsonovi. Scénář napsal Larry Doyle a díl režíroval Matthew Nastuk. V USA měl premiéru dne 4. února 2001 na stanici Fox Broadcasting Company a v Česku byl poprvé vysílán 15. října 2002 na stanici ČT1.

## Děj
Bart vyhraje sázku s Homerem o 50 dolarů poté, co Homer nesní celou krabici zkažené jedlé sody, kterou Líza najde vzadu v lednici. Když Bart a Milhouse utratí peníze, vstoupí do Komiksákova obchodu a najdou matku Martina Prince, která se snaží uzavřít s Komiksákem dohodu o prodeji synovy sbírky památek na Hvězdné války. Chlapci si uvědomí, že předměty mají mnohem větší cenu než 5 dolarů, které Komiksák nabízí, a přesvědčí paní Princovou, aby je neprodávala. Rozzlobený Komiksák se jim pomstí tím, že jim doživotně zakáže vstup do obchodu. 
Bart a Milhouse se později pokusí vplížit do obchodu, aby viděli vystoupení umělce Toma Saviniho, ale jsou zastaveni u dveří. Savini předvede sérii triků, aby Komiksáka uvedl do rozpaků, což ho rozčílí a vystresuje natolik, že dostane infarkt. Doktor Dlaha na něj naléhá, aby obchod nechal v péči někoho jiného, než se zotaví. Protože se nemá na koho obrátit, neochotně pověří vedením Barta a Milhouse. Obchod pod vedením chlapců zpočátku prosperuje, ale zadrhne se, když Milhouse bez konzultace s Bartem objedná 2000 výtisků nepopulárního komiksu Biclops. Zatímco se chlapci hádají, narazí na tajnou sbírku nelegálních videí Komiksáka, například s opilým Fredem Rogersem a kamerovým záznamem, na němž Homer pouští radioaktivní opici do domu Neda Flanderse. Rozhodnou se uspořádat půlnoční promítání v tajné místnosti obchodu pro děti ze Springfieldu. 
Mezitím Homer pomáhá zotavujícímu se Komiksákovi hledat přítele, ale jeho pokusy selhávají, dokud nepotká Agnes Skinnerovou. Komiksák a Agnes se romanticky zapletou a zjistí, že společně pohrdají všemi a vším kolem sebe, a začnou spolu mít sexuální vztah. Když policie provede razii v obchodě, Milhouse vysvětlí, že on a Bart videa nevlastní. Policie pak vtrhne do domu Komiksáka a zatkne ho, zatímco se s Agnes miluje, a Agnes vztah přeruší s tím, že je příliš stará na to, aby čekala, až ho pustí z vězení. Když policie zavře obchod, Bart a Milhouse se usmíří a vrátí se k normálnímu životu a Flanders se snaží vyrovnat s radioaktivní opicí, kterou Homer vypustil na svobodu.

## Produkce
Autorem scénáře k dílu je Larry Doyle a jeho režisérem je Matthew Nastuk. Poprvé byl odvysílán na stanici Fox ve Spojených státech 4. února 2001. Původně se epizoda anglicky jmenovala The Fiver, což byl odkaz na scénu z dílu, jež byla nakonec odstraněna. Podle Doyla je Náhlá srdeční příhoda prvním dílem, v němž má Komiksák hlavní roli. Protože je obvykle sarkastický a nepřátelský, štáb seriálu měl problém s tím, aby působil sympaticky. Například Hank Azaria, jenž jeho postavu v seriálu dabuje, měl problém se snahou, aby postava zněla upřímně. „Komiksák vždycky vyslovuje věci jen sarkasticky,“ řekl Azaria v komentáři k epizodě na DVD. „Bylo těžké najít způsob, jak znít věrohodně a jak ho přimět říkat upřímné věci. Byla potřeba spousta různých záběrů.“ Vedoucí producent a bývalý showrunner Mike Scully uvedl: „Je těžké, když vezmete postavu, jako je Komiksák, Krusty nebo Vočko, a chcete ji udělat najednou sympatickou a zranitelnou. Musíte tu postavu trochu ošidit, abyste ji emocionálně více otevřeli.“.
V jedné scéně epizody je Ralph viděn, jak vstupuje do oddělení pro dospělé v Komiksákově obchodě. Když je mimo scénu, je slyšet, jak říká: „Všichni se objímají.“. V komentáři na DVD k epizodě Azaria uvedl, že tato hláška je jedním z jeho nejoblíbenějších vtipů v seriálu. Původně měla Ralphova hláška znít, že má hlad, ale nakonec byla z epizody odstraněna. V dílu vystupuje americký tvůrce speciálních efektů a herec Tom Savini jako on sám. Savini roli přijal, protože se přátelí s Danou Gouldovou, bývalou scenáristkou seriálu Simpsonovi. V komentáři na DVD k dílu Doyle uvedl, že Savini byl „opravdu zábavný“, když ho navštívil, aby nahrál své repliky. V jedné scéně epizody je vidět vrána, která trhá vydání časopisu Biclops. Hlas vrány byl skutečný, přestože štáb obvykle používá k imitaci zvířecích zvuků Dana Castellanetu a Nancy Cartwrightovou. Generálního důstojníka ve vládním filmu s názvem Tajný plán jaderné obrany namluvil Azaria.

## Kulturní odkazy
Aby prokázal Komiksák odolnost komiksu Radioactive Man #1000, polije ho sodou, která se od něj odrazí a místo toho poškodí několik „méně kvalitních“ komiksů. Na várce je číslo komiksu Bongo Comics, jehož autorem je Matt Groening, tvůrce Simpsonových, a komik Gallagher, jenž během retrospektivní scény předvádí své číslo s melounem. Během pobytu v Komiksákově obchodě Nelson zkoumá komiks s názvem The Death of Sad Sack, který je odkazem na americký komiks Sad Sack i na příběhovou pasáž The Death of Superman. Když Homer a Komiksák vstoupí do baru U Vočka, Vočko řekne jednomu ze zákazníků: „Vypadni a vezmi si s sebou své Sacagawea dolary.“. Sacagawea je dolarová mince Spojených států amerických, která se razí od roku 2000. Poté, co je vyhozen z Vočkovy hospody, řekne Komiksák slovo „osamělost“ v klingonštině, jazyku používaném fiktivními Klingony ve Star Treku. Při hádce s Agnes Komiksák řekne: „Teď už vím, co se kdy stalo s Baby Jane.“ Tato věta je odkazem na napínavý román z roku 1960 Co se vlastně stalo s Baby Jane? Martinova matka se snaží prodat Komiksákovi několik předmětů týkajících se filmové série Hvězdné války, včetně „pásky proti třepání prsou“ Carrie Fisherové, ručně psaného původního scénáře George Lucase k filmu Star Wars: Epizoda IV – Nová naděje a filmu s údajným alternativním koncem série, kde se ukazuje, že „Lukovým otcem je Žvejkal“.
Při boji s Milhousem Bart zvedne robotickou hračku, která se rozloží na sekeru. Milhouse zvedne podobnou hračku, ale ta se místo toho rozloží na konev. Hračky jsou založeny na sérii Transformers. Při boji Milhouse a Bart propadnou plakátem, který skrývá místnost v Komiksákově obchodě. Plakát zobrazuje americkou herečku Ritu Hayworthovou jako superhrdinku She-Hulk z komiksů Marvel. Celá scéna je odkazem na dramatický film Vykoupení z věznice Shawshank z roku 1994, v němž hlavní hrdina unikne z vězení tak, že si za plakátem vyhloubí tunel ve zdi. Na jedné z kazet, které Bart a Milhouse sledují, je Fred Rogers opilý. Vedoucí producent a vedoucí pořadu Al Jean se později v síni slávy setkal s Rogersovou manželkou a řekl, že byl „opravdu v rozpacích“, když zjistil, že epizodu viděla.

## Přijetí a kritika
V původním americkém vysílání 4. února 2001 dosáhl díl podle agentury Nielsen Media Research ratingu 9,8, což znamená přibližně 10 milionů diváků. Epizoda skončila na 27. místě ve sledovanosti v týdnu od 29. ledna do 4. února 2001. Později téhož roku Azaria získal 53. cenu Primetime Emmy za vynikající hlasový výkon za roli Komiksáka v tomto dílu. Při účasti na ceremoniálu mohou herci přihlásit každý pouze jednu epizodu a Azaria toho roku uvedl, že Náhlá srdeční příhoda pro něj byla „jasnou volbou“. Nebylo to poprvé, co Azaria získal cenu za vynikající dabing, v roce 1998 ji získal za ztvárnění Apua Nahasapeemapetilona. 18. srpna 2009 byla epizoda vydána jako součást DVD s názvem The Simpsons: The Complete Twelfth Season. Na audiokomentáři k epizodě se podíleli Mike Scully, Al Jean, Tom Gammill, Max Pross, Matt Selman, Hank Azaria, Larry Doyle a Chris Kirkpatrick.
Po svém odvysílání získal díl od kritiků převážně pozitivní hodnocení. 
Caseymu Burchbymu z DVD Talk se díl líbil a napsal, že v něm jsou „skvělé věci“, včetně komiksu Biclops, který si Milhouse objedná.
Jason Bailey, další recenzent DVD Talk, pochválil scenáristy za to, že se dlí týká vedlejší postavy, a napsal, že „zdaleka není“ nejhorší epizodou seriálu.
Cindy Whiteová z IGN označila epizodu za „klasiku“ a v roce 2006 Kimberley Pottsová z AOL zařadila díl na 12. místo v seznamu 20 nejlepších epizod seriálu.
Epizoda byla také dobře přijata štábem seriálu. V úvodu knihy The Simpsons Beyond Forever!: A Complete Guide to Our Favorite Family …Still Continued Matt Groening napsal, že se mu díl obzvlášť líbil a že má „velmi zvláštní příběh“.
Mac MacEntire z DVD Verdictu však díl ohodnotil smíšeně. Ačkoli chválil premisu epizody, tvrdil, že díl je „nevyvážený“ a že vedlejší zápletka v něm zabírá příliš mnoho času.
Colin Jacobson z DVD Movie Guide zkritizoval scenáristy za to, že díl založili na vedlejší postavě, a tvrdil, že Komiksák se v epizodě neobjevil dostatečně. Napsal, že díl „stráví přinejmenším stejně času s Bartem a Milhousem jako s Komiksákem a Agnes“.